# Peter Richardson
Pour les articles homonymes, voir Richardson.
Peter Richardson est un acteur, scénariste, réalisateur, producteur, directeur de la photographie, monteur et compositeur britannique né le 15 octobre 1951 à Devon (Royaume-Uni).

## Filmographie

### comme acteur
- 1981 : The Comic Strip (TV) : Raymond
- 1984 : The Brother from Another Planet : Islamic Man
- 1985 : The Supergrass (en) : Harvey Duncan
- 1987 : Eat the Rich (en) : Henry
- 1990 : The King of New York (King of New York) : Emperor Jones
- 1991 : The Pope Must Die (en) : Bish
- 1992 : Carry On Columbus (en) : Bart Columbus
- 1993 : The Line, the Cross and the Curve
- 2004 : Churchill: The Hollywood Years (en)

### comme scénariste
- 1981 : Stella Street (en) (TV)
- 1985 : The Supergrass
- 1987 : Eat the Rich
- 1991 : The Pope Must Die
- 1995 : Glam Metal Detectives (en) (série télévisée)
- 1997 : Stella Street (en) (série télévisée)
- 2004 : Stella Street: The Movie (en)
- 2004 : Glam Metal Detectives

### comme réalisateur
- 1985 : The Supergrass
- 1987 : Eat the Rich
- 1991 : The Pope Must Die
- 1995 : Glam Metal Detectives (série télévisée)
- 1997 : Stella Street (série télévisée)
- 1997 : Lust for Glorious (TV)
- 1997 : Eddie Izzard: Glorious (en)(vidéo)
- 2004 : Stella Street

### comme producteur
- 1982 : The Comic Strip Presents… (série télévisée)
- 1989 : Itch (TV)
- 1993 : Circle of Deceit (en) (TV)
- 1994 : Crocodile Shoes (en) (feuilleton TV)
- 2006 : Clear Cut: The Story of Philomath, Oregon (en)

### comme directeur de la photographie
- 2006 : Clear Cut: The Story of Philomath, Oregon

### comme monteur
- 2006 : Clear Cut: The Story of Philomath, Oregon

### comme compositeur
- 1982 : The Comic Strip Presents… (série télévisée)